# Springview (Nebraska)
Springview település az Amerikai Egyesült Államok Nebraska államában, Keya Paha megyében, melynek megyeszékhelye is. Lakosainak száma 238 fő (2020. április 1.).

## Népesség
A település népességének változása:

| 2010 | 242 |
| 2020 | 238 |